# Stockton Thunder
Stockton Thunder byl profesionální americký klub ledního hokeje, který sídlil v kalifornském městě Stockton. V letech 2005–2015 působil v profesionální soutěži East Coast Hockey League. Thunders ve své poslední sezóně v ECHL skončily v základní části. Své domácí zápasy odehrával v hale Stockton Arena s kapacitou 9 737 diváků. Klubové barvy byly černá, zlatá, stříbrná a bílá.
Založen byl v roce 2005 po přestěhování týmu Atlantic City Boardwalk Bullies do Stocktonu. Zanikl v roce 2015 přestěhováním do Glens Falls, kde byl založen tým Adirondack Thunder.

## Přehled ligové účasti
Zdroj: 
- 2005–2015: East Coast Hockey League (Pacifická divize)